# Alexander Eik
Alexander Eik (Oslo, 8 de janeiro de 1972) é um diretor, produtor e roteirista norueguês. Ele criou a série vencedora do prêmio Emmy Atlantic Crossing.

## Carreira
Alexander Eik começou sua carreira cinematográfica dirigindo curtas-metragens e videoclipes para diversos artistas renomados. O curta-metragem Første akt, ganhou o prêmio Amanda de melhor curta-metragem em 2001.[carece de fontes?] O videoclipe para a música High on the Crime da banda Turbonegro ganhou o MTV Music Awards em 2005. Eik fez sua estreia no cinema em 2003 com o sucesso de bilheteria Kvinnen i mitt liv.
Em 2010, organizou um concerto beneficente para arrecadar dinheiro para as vítimas do terremoto no Haiti. Eik foi um dos líderes do projeto. Vários artistas conhecidos se apresentaram no show, realizado no palco da Ópera Nacional e transmitido ao vivo pela NRK em 24 de janeiro de 2010, com a presença da Princesa Märtha Louise. O evento arrecadou kr$ 24 milhões, com os rendimentos indo para a Norwegian Church Aid, UNICEF e o trabalho de socorro da Cruz Vermelha no Haiti. Por seus esforços, ele foi homenageado pelo Presidente da Cruz Vermelha, Sven Mollekleiv, durante uma reunião do comitê executivo nacional da organização em 14 de abril de 2010.
Alexander Eik também é o criador da série vencedora do Emmy Atlantic Crossing, uma série de oito episódios que segue as experiências da princesa herdeira Martha da Noruega e do resto da família real norueguesa durante a Segunda Guerra Mundial. A série gerou um debate acirrado na Noruega sobre a importância da princesa herdeira para o papel dos Estados Unidos na guerra.

## Vida pessoal
Alexander Eik tem cinco filhos e é casado com a produtora de cinema Silje Hopland Eik.

## Filmografia

### Como ator
- 2003: Kvinnen i mitt liv
- 2006: Kalde føtter
- 2008: Varg Veum – Kvinnen i kjøleskapet
- 2008: Varg Veum – Begravde hunder

### Como roteirista
- 2000: Første akt
- 2011: Varg Veum – I mørket er alle ulver grå
- 2014: Karsten og Petra på vinterferie
- 2015: Karsten og Petra på safari
- 2020: Atlantic Crossing

### Como diretor
- 2000:  Første akt
- 2003: Kvinnen i mitt liv
- 2006: Kalde føtter
- 2007: Nattsøsteren
- 2008: Varg Veum
- 2009: Orkestergraven
- 2011: Varg Veum
- 2020: Atlantic Crossing